# Newbridge
Newbridge (offiziell und irisch Droichead Nua) ist eine Stadt im County Kildare im Osten der Republik Irland.

## Der Ort
Newbridge, seit den 1930er-Jahren offiziell (An) Droichead Nua, in der täglichen Umgangssprache aber nur in seiner englischsprachigen Form geläufig, liegt am Ufer der Liffey und ist mit 10.125 Bewohnern beim Census 2011 – nach Naas, dem Verwaltungssitz des Countys – die zweitgrößte Stadt in der Grafschaft Kildare; sie gehört zu den zwanzig größten Städten der Republik Irland.
Die Entstehung der Stadt geht zurück in das 12. Jahrhundert; sie wurde aus sechs historischen Parishes nebst weiteren Gebieten gebildet und hat eine reiche Geschichte früher christlicher Besiedelung.
Heute ist Newbridge, auch aufgrund seiner günstigen Lage etwa 40 km südwestlich von Dublin an zwei Nationalstraßen, eine florierende Industrie- und Handelsstadt mit wachsender Bevölkerungszahl. Pharmazie-Unternehmen wie Pfizer und Oral-B haben sich neben alt eingesessenen Industrien hier neu niedergelassen. Mit Bad Lippspringe und mit Ocala, Florida, besteht eine Städtepartnerschaft.

## Verkehrsanbindung

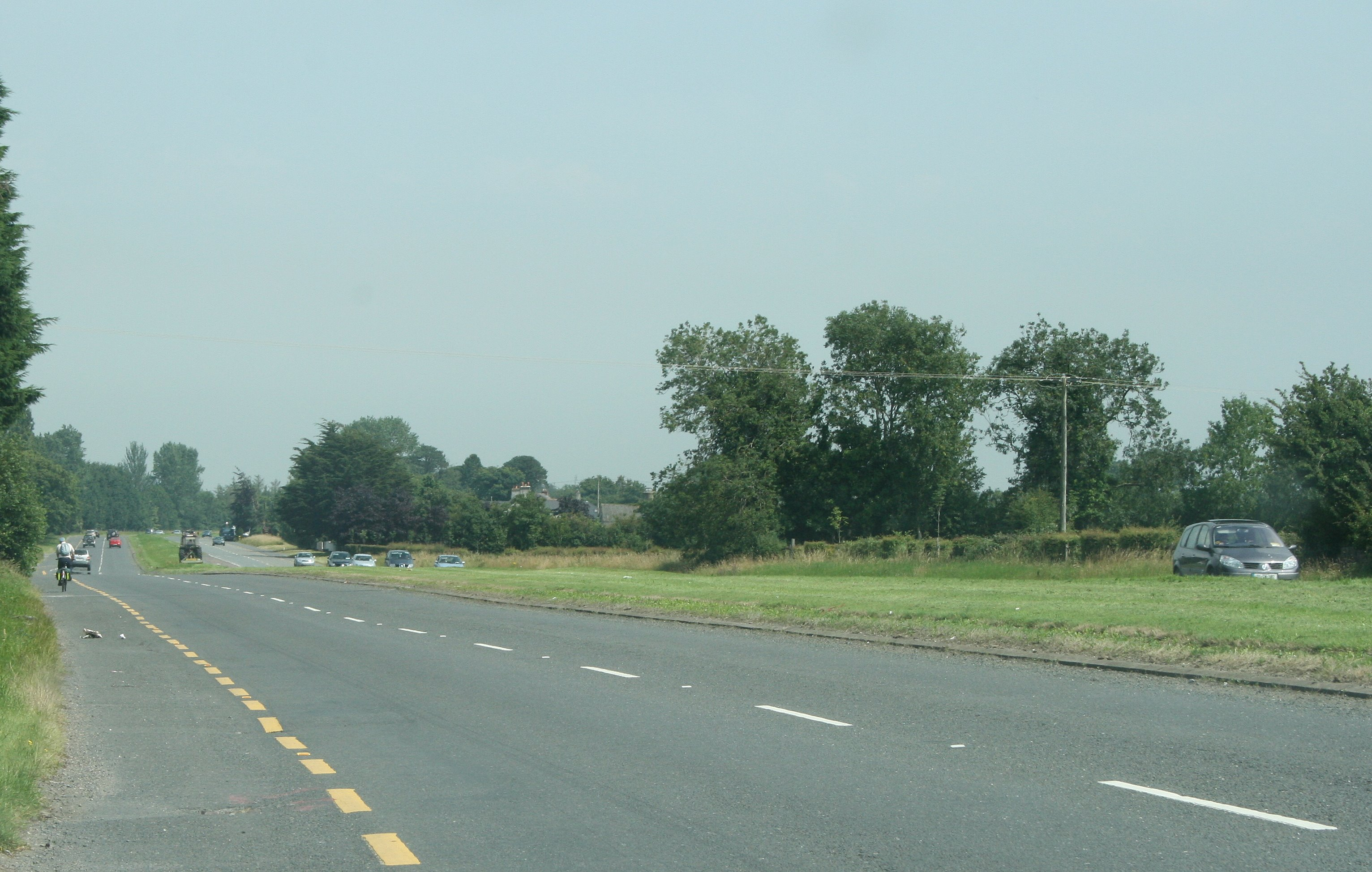
Die R445 von Newbridge nach Naas (2008)

Newbridge liegt an einem Bypass der M7/N7 von Dublin an der Ostküste nach Limerick Town im Südwesten des Landes; weiterhin geht westlich von Newbridge die N9 über Carlow Town und Kilkenny nach Waterford von der M7 ab.
Mit Iarnród Éireann ist Newbridge per Intercity an den landesweiten Eisenbahn-Personenverkehr angeschlossen; außerdem gehört die Stadt auch zum South-Western-Commuter-System der Iarnród Éireann und wird mehrmals täglich von Bus Éireann und anderen Busgesellschaften bedient.

## Sport
Newbridge ist u. a. die Heimat des Fußballvereins Kildare County F.C. In Curragh, zwischen Newbridge und Kildare Town, befindet sich die bekannteste Pferderennbahn und der Austragungsort der fünf wichtigsten Pferderennen in Irland.

## Städtepartnerschaft
Partnerstadt von Newbridge ist Bad Lippspringe in Nordrhein-Westfalen (Deutschland).

## Persönlichkeiten
- Kathleen Lonsdale (1903–1971), Chemikerin (Kristallografin)
- Molly Keane (1904–1996), Schriftstellerin
- Christy Moore (* 1945), Singer-Songwriter und Musiker
- Pat Eddery (1952–2015), Jockey
- Luka Bloom (* 1955), Singer-Songwriter und Musiker
- Seán Ó Fearghaíl (* 1960), Politiker
- Karen Shinkins (* 1976), Sprinterin
- Josh Boileau (* 1995), Snookerspieler